# Hans Ernst Krøyer
Hans Ernst Krøyer (født 31. januar 1798 i København, død 24. marts 1879 i København) var en dansk komponist.
Hans forældre var bogholder og kasserer ved Pram- og Stenførerinteressentskabet Bernt Anker Krøyer og Johanne Margrethe født Schrøder. Han var bror til Henrik Krøyer.
I 1815 dimitteredes han fra Borgerdydskolen i København og tog året efter den filologisk-filosofiske eksamen.
Begavet med et fint musikalsk talent og en betydelig humor tog han livlig del i datidens studenter- og musikliv. Da smagen for mandskvartetsang var bleven vakt i København ved det tyske "Qvintchordiums" besøg i 1819, og der efter dettes forbillede dannede sig flere "Qvartchordier", blev Krøyer medlem af en sådan studenterkvartet, for hvilken han skrev sin morsomme De første Prygl, vi i Skolen fik.
Det var også ham, der skrev melodien til Christian Winthers Her under Nathimlens rolige Skygge, som blev sungen ved det gilde i Regensgården 5. juni 1820, der gav stødet til Studenterforeningens stiftelse; Krøyer var selv en af stifterne.
I foreningens første visebog af 1821 findes begge de nævnte sange og ligeledes K.s «Muser har Glæden, Druen kjær» m.fl. a. Til samme tid hører også hans berømteste sang, den endnu af alle sungne Der er et yndigt land af Adam Oehlenschläger.
Han opgav nu ganske studeringerne for helt at leve for musikken og søgte sit underhold som lærer i klaverspil og sang, indtil han i 1844 blev hofkantor ved Christiansborg Slotskirke, hvilken stilling han beholdt til sin død. Hans kompositionstrang ophørte imidlertid desværre snart, vistnok for en del på grund af en beklagelig mangel på energi og arbejdslyst i forening med en noget overdreven selvkritik.
Den noble og fintfølende, men lidt sære mand levede et stille, ensomt liv og omgikkes kun få fortrolige venner, der elskede ham og hans muses børn, som han imidlertid var for beskeden til at ville overgive til offentligheden.
På de få sange nær er derfor alt fra hans hånd nu tabt eller glemt; han har dog skrevet andet, således danse, der efter en yngre samtidigs (fru Sødrings) dom i ejendommelig ynde skulle have haft ikke lidt til fælles med Frédéric Chopins.
I sine senere år var han meget sygelig, opgav nu endogså klaverspillet og adspredte sig mest med læsning; sygdommen nedbrød hans humør, men sit klare hoved og sit for nød og fattigdom varmtfølende hjerte beholdt han til det sidste. Krøyer døde ugift. Han var i 1869 blevet Ridder af Dannebrog.
Han er begravet på Assistens Kirkegård.